# Івана Янковська
Івана Янковська (чеськ. Ivana Jankovská; нар. 17 листопада 1963) — колишня чеська тенісистка.
Найвищу одиночну позицію світового рейтингу — 465 місце досягла 13 серпня 1990, парну — 103 місце — 15 квітня 1991 року.
Здобула 14 парних титулів туру ITF.
Найвищим досягненням на турнірах Великого шолома було 3 коло в парному розряді.
Завершила кар'єру 1994 року.

## Фінали ITF

### Парний розряд (14–11)
| Легенда         |
| --------------- |
| турніри $25,000 |
| турніри $10,000 |

| Результат | Ранг | Дата            | Турнір                          | Покриття | Партнерка      | Суперниці                                  | Рахунок          |
| --------- | ---- | --------------- | ------------------------------- | -------- | -------------- | ------------------------------------------ | ---------------- |
| Перемога  | 1.   | 24 квітня 1989  | Дубровник, Югославія            | Ґрунт    | Ева Меліхарова | Лілі Неясмич Мері Неясмич                  | 1–0 ret.         |
| Поразка   | 2.   | 29 травня 1989  | Катовиці, Польща                | Ґрунт    | Ева Меліхарова | Сильвія Чопек Магдалена Фейстель           | 3–6, 6–4, 1–6    |
| Перемога  | 3.   | 7 серпня 1989   | Падерборн, Західна Німеччина    | Ґрунт    | Ева Меліхарова | Олена Брюховець Євгенія Манюкова           | 6–4, 6–2         |
| Перемога  | 4.   | 14 серпня 1989  | Ребек, Бельгія                  | Ґрунт    | Ева Меліхарова | Меді Дадох Светлана Кривенчева             | 6–1, 6–3         |
| Поразка   | 5.   | 18 вересня 1989 | Рабаць, Югославія               | Ґрунт    | Ева Меліхарова | Агнесе Густмане Катержина Крупова-Шишкова  | 1–6, 4–6         |
| Перемога  | 6.   | 25 вересня 1989 | Малий Лошинь, Югославія         | Ґрунт    | Ева Меліхарова | Карін Балекова Їтка Дубцова                | 6–2, 6–2         |
| Перемога  | 7.   | 9 жовтня 1989   | Бол, Югославія                  | Ґрунт    | Ева Меліхарова | Радка Бобкова Петра Рацлавська             | 6–3, 3–6, 6–2    |
| Перемога  | 8.   | 16 жовтня 1989  | Супетар, Югославія              | Ґрунт    | Ева Меліхарова | Агнесе Густмане Комлева Світлана           | 6–2, 6–3         |
| Поразка   | 9.   | 26 лютого 1990  | Ашкелон, Ізраїль                | Тверде   | Ева Меліхарова | Мішель Андерсон Робін Філд                 | 3–6, 4–6         |
| Поразка   | 10.  | 5 березня 1990  | Хайфа, Ізраїль                  | Тверде   | Ева Меліхарова | Мішель Андерсон Робін Філд                 | 2–6, 2–6         |
| Перемога  | 11.  | 16 квітня 1990  | Неаполь, Італія                 | Ґрунт    | Ева Меліхарова | Міхаела Фріммерова Река Сіксаї             | 6–3, 6–4         |
| Перемога  | 12.  | 4 червня 1990   | Мантуя, Італія                  | Ґрунт    | Ева Меліхарова | Басукі Яюк Сузанна Вібово                  | 6–3, 7–5         |
| Поразка   | 13.  | 2 липня 1990    | Штутгарт, Західна Німеччина     | Ґрунт    | Ева Меліхарова | Керрі-Енн Г'юз Деніелл Джонс               | 4–6, 7–6, 3–6    |
| Поразка   | 14.  | 20 травня 1991  | Катовиці, Польща                | Ґрунт    | Ева Меліхарова | Магдалена Фейстель Гелена Вілдова          | 4–6, 7–6, 0–6    |
| Поразка   | 15.  | 1 червня 1992   | Бриндізі, Польща                | Ґрунт    | Ева Меліхарова | Наталі Бодон Крістіна Сальві               | 6–4, 3–6, 2–6    |
| Перемога  | 16.  | 13 липня 1992   | Сецце, Італія                   | Ґрунт    | Ева Меліхарова | Джастін Годдер Кіррілі Шарп                | 7–6(1), 5–7, 7–5 |
| Перемога  | 17.  | 10 травня 1993  | Путіньяно, Італія               | Тверде   | Ева Меліхарова | Сусанна Аттілі Елена Савольді              | 6–3, 6–7(6), 6–4 |
| Перемога  | 18.  | 19 липня 1993   | Сецце, Італія                   | Ґрунт    | Ева Меліхарова | Лаура Монтальво Валентіна Соларі           | 6–2, 7–5         |
| Поразка   | 19.  | 6 вересня 1993  | Клагенфурт-ам-Вертерзе, Австрія | Ґрунт    | Ева Меліхарова | Квета Пешке Яна Поспішилова                | 4–6, 6–7         |
| Перемога  | 20.  | 20 вересня 1993 | Капуя, Італія                   | Ґрунт    | Ева Меліхарова | Флора Перфетті Франческа Романо            | 6–3, 3–6, 7–6    |
| Перемога  | 21.  | 27 вересня 1993 | Кірхгайм, Австрія               | Ґрунт    | Ева Меліхарова | Петра Рацлавська Катержина Крупова-Шишкова | 6–1, 6–7, 6–1    |
| Поразка   | 22.  | 6 вересня 1993  | Вітковиці (Острава), Чехія      | Тверде   | Ева Меліхарова | Квета Пешке Домініка Горецька              | 5–7, 6–2, 6–7    |
| Перемога  | 23.  | 13 грудня 1993  | Пршеров, Чехія                  | Тверде   | Ева Меліхарова | Ріта Куті-Кіш Петра Мандула                | 3–6, 7–5, 6–1    |
| Поразка   | 24.  | 31 січня 1994   | Кобург (місто), Німеччина       | Килим    | Ева Меліхарова | Катажина Теодорович Гелена Вілдова         | 2–6, 6–7         |
| Поразка   | 25.  | 14 березня 1994 | Реймс, Франція                  | Ґрунт    | Ева Меліхарова | Габі Горенгель Елісон Сміт                 | 6–4, 6–7, 5–7    |